# Hyperbool (meetkunde)

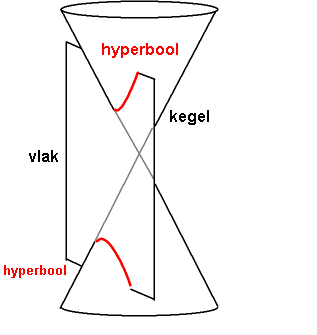
De hyperbool als kegelsnede, hier getekend met een strikt verticaal snijvlak

In de meetkunde is een hyperbool een kegelsnede (die dus wordt gevormd door beide helften van een dubbele kegel met een vlak te snijden) die bestaat uit twee krommen. Deze worden de takken van de hyperbool genoemd.
De hyperbool werd ontdekt door de Griekse wiskundige Menaechmus. De benaming 'hyperbool' stamt van Apollonius van Perga en komt uit het Oudgrieks: ὑπερβολή, hyperbolé, overtreffing, overdrijving van ὑπερ, hyper, over, en βάλλειν, bállein, werpen, en verwijst naar de overdrijving, de "overdreven worp" van de snijhoek (of numerieke excentriciteit {\displaystyle \varepsilon }, zie onder) in de kegelsnede. Met toenemende snijhoek verandert de cirkel ({\displaystyle \varepsilon =0}) eerst in steeds langwerpiger ellipsen en ten slotte via de parabool ({\displaystyle \varepsilon =1}) in een hyperbool ({\displaystyle \varepsilon >1}).

## Definities

### Definitie uitgaande van de brandpunten

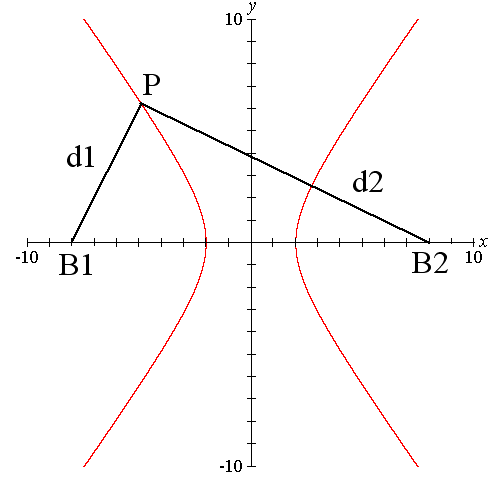
afstandsverschil

Men kan een hyperbool ook beschrijven als alle punten waarvoor het verschil van de afstanden {\displaystyle d_{1}} en {\displaystyle d_{2}} tot twee gekozen punten, de brandpunten, een constante waarde {\displaystyle d} heeft. Een hyperbool bestaat daarom uit twee takken.

### Hoofdas en nevenas
Een hyperbool heeft twee assen: de lijn door de twee brandpunten van de hyperbool heet de hoofdas en de lijn loodrecht daarop midden tussen de brandpunten en ook midden tussen de takken van de hyperbool heet de nevenas.
De assenrechthoek van een hyperbool is de rechthoek waarvan twee zijden raken aan de toppen van de takken van de hyperbool, en de hoekpunten op de asymptoten liggen. De diagonalen liggen op de asymptoten. De lengte van de diagonalen is gelijk aan de afstand tussen de brandpunten van de hyperbool.

### Definitie uitgaande van brandpunt en richtcirkel
Als twee cirkels met een gelijke straal zijn gegeven, kleiner dan de afstand van de middelpunten, dan vormen de beide conflictlijnen van de ene cirkel met het middelpunt van de andere cirkel een hyperbool. De middelpunten van de cirkels zijn de brandpunten en de cirkels worden richtcirkels genoemd. De conflictlijn bestaat uit alle punten waarvan de afstand tot de richtcirkel gelijk is aan de afstand tot het middelpunt van de andere richtcirkel.

### Definitie uitgaande van brandpunt en richtlijn
Een hyperbool is de meetkundige plaats van de punten in het platte vlak waarbij de verhouding van de afstand tot een zeker punt, het brandpunt, tot de afstand tot een zekere lijn, de richtlijn, constant is. Deze constante verhouding heet de excentriciteit {\displaystyle \varepsilon } van de hyperbool. Voor een hyperbool is {\displaystyle \varepsilon >1}. Er correspondeert met ieder brandpunt een richtlijn. De twee combinaties van een brandpunt en de bijbehorende, dichtbijzijnde richtlijn leveren allebei de complete hyperbool op.
Voor {\displaystyle \varepsilon =1} wordt de figuur een parabool en voor {\displaystyle 0<\varepsilon <1} een ellips.
De richtlijnen staan loodrecht op de hoofdas, op een afstand van {\displaystyle {\frac {a}{\varepsilon }}} van de nevenas. De afstand van de hyperbool tot de dichtstbijzijnde richtlijn is {\displaystyle a-{\frac {a}{\varepsilon }}}, dit is voor {\displaystyle \varepsilon \approx 1} ongeveer gelijk aan {\displaystyle a\varepsilon -a}. De afstand van het betreffende brandpunt tot de hyperbool is hieraan dan ook ongeveer gelijk. Als {\displaystyle \varepsilon } van boven naar 1 nadert en {\displaystyle a\varepsilon -a} gelijk wordt gehouden, dus {\displaystyle a} naar oneindig nadert, nadert de betreffende hyperbooltak in de buurt van het betreffende brandpunt en de betreffende richtlijn tot een parabool, met als as de hoofdas van de hyperbool. De nevenas en de andere tak verdwijnen, gezien vanuit de betreffende omgeving, naar het oneindige, de parabool heeft maar een as en een tak. De hoek tussen de asymptoten, met het hoekpunt ook steeds verder weg, gaat naar nul.

## Vergelijkingen

### Middelpuntsvergelijking
De punten {\displaystyle (x,y)} op een hyperbool met het centrum in de oorsprong en waarvan de brandpunten in {\displaystyle B_{1}=(-c,0)} en {\displaystyle B_{2}=(c,0)} liggen, voldoen aan:
{\displaystyle \left({\frac {x}{a}}\right)^{2}-\left({\frac {y}{b}}\right)^{2}=1};
daarin is:
{\displaystyle a^{2}+b^{2}=c^{2}}
Verderop wordt een afleiding van deze vergelijking gegeven.
De hyperbool snijdt de x-as in de punten {\displaystyle (-a,0)} en {\displaystyle (a,0)}, en voor de afstanden {\displaystyle d_{1}} en {\displaystyle d_{2}} van een punt op de hyperbool tot de brandpunten geldt:
{\displaystyle |d_{2}-d_{1}|=2a}
Anders dan bij een ellips kan {\displaystyle b} groter zijn dan {\displaystyle a}.

### Parametervergelijking
Een hyperbool wordt, bij geschikte keuze van het assenstelsel, beschreven door de volgende parametervergelijking:
{\displaystyle x=\pm \;a\cosh t}
{\displaystyle y=b\sinh t},
waarbij gebruikgemaakt wordt van de hyperbolische functies (let op de naam!).

### Poolvergelijking
Er zijn meer definities in poolcoördinaten mogelijk: 
{\displaystyle {\begin{array}{lrl}r^{2}=&a&\sec 2t\\r^{2}=&-a&\sec 2t\\r^{2}=&a&\csc 2t\\r^{2}=&-a&\csc 2t\\\end{array}}}

## Eigenschappen
De hyperbool met vergelijking
{\displaystyle \left({\frac {x}{a}}\right)^{2}-\left({\frac {y}{b}}\right)^{2}=1}
convergeert voor grote waarden van {\displaystyle x} en {\displaystyle y} naar het lijnenpaar:
{\displaystyle y=\pm {\frac {b}{a}}x}
die de asymptoten van de hyperbool zijn.
Aangetoond kan worden dat de snijpunten van de hyperbool met de x-as altijd binnen het interval {\displaystyle \left[-{\sqrt {a^{2}+b^{2}}},\,+{\sqrt {a^{2}+b^{2}}}\right]} zullen liggen.
Naarmate de snijpunten meer in de richting van de brandpunten komen, zal de hyperbool sterker gekromd zijn. De verticale lijn door de oorsprong is een speciaal geval, de hyperbool heet ontaard. De twee takken van de hyperbool vallen hier samen, omdat het verschil in afstand precies gelijk is aan 0.
Een speciaal geval treedt op als {\displaystyle a=b}. De asymptoten zijn dan gelijk aan de diagonalen van het xy-vlak. Als het coördinatenstelsel 45° gedraaid wordt, zijn in het nieuwe stelsel de oude x- en y-as de asymptoten. In dit nieuwe coördinaten-stelsel {\displaystyle (x',y')} is de hyperbool dan te beschrijven als de omgekeerde functie
{\displaystyle y'={\frac {c}{x}}'}
Twee hyperbolen snijden elkaar in maximaal vier punten.
Zijn {\displaystyle B_{1}} en {\displaystyle B_{2}} de brandpunten van een hyperbool en {\displaystyle P} een punt op de hyperbool, dan heten de lijnen {\displaystyle PB_{1}} en {\displaystyle PB_{2}} de brandpuntsvoerstralen van het punt {\displaystyle P}. De bissectrices van de brandpuntsvoerstalen zijn de normaal en de raaklijn aan de hyperbool in punt {\displaystyle P}.

## Gelijkzijdige hyperbool
Een hyperbool waarvan de asymptoten elkaar loodrecht snijden heet een gelijkzijdige hyperbool, orthogonale hyperbool of rechthoekige hyperbool.
Elke hyperbool die door de punten van een hoogtepuntssysteem gaat is een gelijkzijdige hyperbool.
Neem nu aan dat de asymptoten evenwijdig lopen aan de horizontale en verticale as. {\displaystyle x=a} is de vergelijking van de ene asymptoot en {\displaystyle y=b} van de andere. Dan is {\displaystyle (a,b)} het snijpunt van de 2 asymptoten. Hiermee kunnen we de hyperbool als volgt afleiden: de verticale asymptoot wordt gevonden als {\displaystyle x} tot {\displaystyle a} nadert en {\displaystyle y} oneindig groot wordt.
{\displaystyle y={\dfrac {1}{x-a}}}
Hiermee hebben we dus een hyperbool gevonden met de juiste verticale asymptoot. Hoe krijgen we een formule die ook nog de juiste horizontale asymptoot heeft? Als {\displaystyle y} tot {\displaystyle b} nadert, wordt {\displaystyle x} oneindig groot. {\displaystyle x} wordt oneindig.
{\displaystyle y={\dfrac {bx}{x}}}
Wat gebeurt er met {\displaystyle y}? Deze blijft altijd {\displaystyle b}, ongeacht welk getal we voor {\displaystyle x} kiezen. Maar wat als we deze samenvoegen met onze eerder gevonden formule?
{\displaystyle y={\dfrac {bx}{x-a}}}
Als {\displaystyle y=b}, dan geldt er dat {\displaystyle x} oneindig groot is. De {\displaystyle a} valt te verwaarlozen, omdat deze ontzettend klein is in vergelijking met de oneindig grote {\displaystyle x}. Je krijgt dan {\displaystyle y=b}. Dit klopt!
Als {\displaystyle x=a}, dan geldt er dat {\displaystyle y} oneindig groot is, omdat {\displaystyle x-a} precies 0 is. (Iets delen door 0 nadert oneindig).
Dus, als je 2 asymptoten hebt met snijpunt {\displaystyle (a,b)} dan vinden we de volgende formule met de bijbehorende hyperbool:
{\displaystyle y={\dfrac {bx}{x-a}}}

## Afleiden van de middelpuntsvergelijking

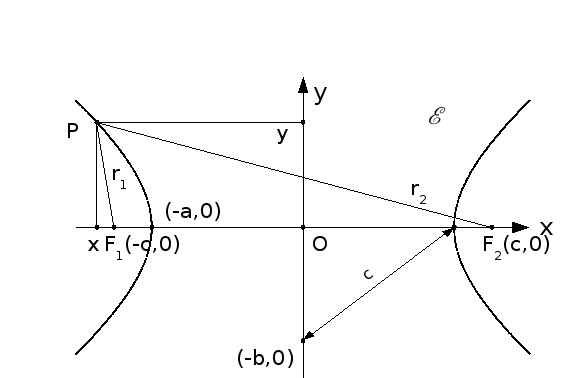
Hyperbool

### Stelling
Een hyperbool met
- hoofdas {\displaystyle 2a},
- nevenas {\displaystyle 2b},
- middelpunt in de oorsprong {\displaystyle O} van een cartesisch coördinatenstelsel {\displaystyle Oxy},
- brandpunten op de {\displaystyle x}-as,

voldoet aan de vergelijking:
{\displaystyle {\frac {x^{2}}{a^{2}}}-{\frac {y^{2}}{b^{2}}}=1}
Dit is de middelpuntsvergelijking van de hyperbool.

### Symbolen
Waar eerst {\displaystyle d_{1}} en {\displaystyle d_{2}} werden gebruikt, worden hier {\displaystyle r_{1}} en {\displaystyle r_{2}} gebruikt.
| symbool                                      | omschrijving |
| -------------------------------------------- | --- |
| {\displaystyle \varepsilon }                 | een willekeurige hyperbool in het platte vlak |
| {\displaystyle F_{1}}, {\displaystyle F_{2}} | de brandpunten van {\displaystyle \varepsilon } |
| {\displaystyle Oxy}                          | • een orthogonaal assenstelsel • met als oorsprong {\displaystyle O} het midden van het lijnstuk {\displaystyle F_{1}F_{2}} • de {\displaystyle x}-as wijst van {\displaystyle F_{1}} naar {\displaystyle F_{2}} |
| {\displaystyle 2c}                           | brandpuntsafstand van {\displaystyle \varepsilon }, per definitie de afstand tussen {\displaystyle F_{1}} en {\displaystyle F_{2}}                                                                               |
| {\displaystyle P}                            | een willekeurig punt van {\displaystyle \varepsilon } |
| {\displaystyle x}                            | de {\displaystyle x}-coördinaat van {\displaystyle P} |
| {\displaystyle y}                            | de {\displaystyle y}-coördinaat van {\displaystyle P} |
| {\displaystyle r_{1}}                        | de lengte van de voerstraal van {\displaystyle P} vanuit {\displaystyle F_{1}} |
| {\displaystyle r_{2}}                        | de lengte van de voerstraal van {\displaystyle P} vanuit {\displaystyle F_{2}} |
| {\displaystyle 2a}                           | de lengte van de hoofdas van {\displaystyle \varepsilon } |
| {\displaystyle 2b}                           | de lengte van de nevenas van {\displaystyle \varepsilon } |

### Afleidenr1enr2als lineaire functies vanx
| stap                   | maak gebruik van                                   | er geldt dan |
| ---------------------- | -------------------------------------------------- | --- |
| {\displaystyle _{s.1}} | definitie hyperbool                                | {\displaystyle _{r_{1}}}{\displaystyle _{-}}{\displaystyle _{r_{2}=}}{\displaystyle _{^{\pm }}}{\displaystyle _{2a}}    |
| {\displaystyle _{s.2}} | stelling van Pythagoras                            | {\displaystyle _{r_{1}^{2}=(x+c)^{2}+y^{2}}}                                                                            |
| {\displaystyle _{s.3}} | stelling van Pythagoras                            | {\displaystyle _{r_{2}^{2}=(x-c)^{2}+y^{2}}}                                                                            |
| {\displaystyle _{s.4}} | {\displaystyle _{s.2-s.3}}                         | {\displaystyle _{r_{1}^{2}-r_{2}^{2}=((x+c)^{2}+y^{2}))-((x-c)^{2}+y^{2}))}}                                            |
| {\displaystyle _{s.5}} | {\displaystyle _{s.4}} • merkwaardig product       | {\displaystyle _{(r_{1}+r_{2})(r_{1}-r_{2})=4cx}}                                                                       |
| {\displaystyle _{s.6}} | {\displaystyle _{s.1}} {\displaystyle _{s.5}}      | {\displaystyle _{^{\pm }}}{\displaystyle _{2a(r_{1}}}{\displaystyle _{+}}{\displaystyle _{r_{2})=4cx}}                  |
| {\displaystyle _{s.7}} | {\displaystyle _{s.6}}                             | {\displaystyle _{r_{1}}}{\displaystyle _{+}}{\displaystyle _{r_{2}=}}{\displaystyle _{^{\pm }}}{\displaystyle _{2cx/a}} |
| {\displaystyle _{s.8}} | {\displaystyle _{(s.1+s.7)/2}}                     | {\displaystyle _{r_{1}=}}{\displaystyle _{^{\pm }}}({\displaystyle _{a+cx/a}})                                          |
| {\displaystyle _{s.9}} | {\displaystyle _{-}}{\displaystyle _{(s.1-s.7)/2}} | {\displaystyle _{r_{2}=}}{\displaystyle _{^{\mp }}}({\displaystyle _{a-cx/a}})                                          |
s.8 en s.9 gelden samen.

### Afleiden kwadratisch verband tussenxeny
| stap                    | maak gebruik van                                        | er geldt dan                                                                            |
| ----------------------- | ------------------------------------------------------- | --------------------------------------------------------------------------------------- |
| {\displaystyle _{s.10}} | {\displaystyle _{(s.8)^{2}+(s.9)^{2}}}                  | {\displaystyle _{r_{1}^{2}+r_{2}^{2}=(a+cx/a)^{2}+(a-cx/a)^{2}}}                        |
| {\displaystyle _{s.11}} | {\displaystyle _{s.10}} • merkwaardig product           | {\displaystyle _{r_{1}^{2}+r_{2}^{2}=2(a^{2}+(cx/a)^{2})}}                              |
| {\displaystyle _{s.12}} | {\displaystyle _{s.2+s.3}}                              | {\displaystyle _{r_{1}^{2}+r_{2}^{2}=(x+c)^{2}+(x-c)^{2}+2y^{2}}}                       |
| {\displaystyle _{s.13}} | {\displaystyle _{(s.11=s.12)/2}} • merkwaardig product  | {\displaystyle _{a^{2}+(cx/a)^{2}=x^{2}+c^{2}+y^{2}}}                                   |
| {\displaystyle _{s.14}} | {\displaystyle _{s.13}}                                 | {\displaystyle _{a^{2}=(1-(c/a)^{2})x^{2}+c^{2}+y^{2}}}                                 |
| {\displaystyle _{s.15}} | {\displaystyle _{s.14}}                                 | {\displaystyle _{a^{2}-c^{2}=(1/a^{2})(a^{2}-c^{2})x^{2}+y^{2}}}                        |
| {\displaystyle _{s.16}} | betrekking tussen brandpuntsafstand, hoofdas en nevenas | {\displaystyle _{c^{2}=a^{2}}} {\displaystyle _{+}} {\displaystyle _{b^{2}}}            |
| {\displaystyle _{s.17}} | {\displaystyle _{s.15}} {\displaystyle _{s.16}}         | {\displaystyle _{b^{2}=(b^{2}/a^{2})x^{2}}}{\displaystyle _{-}}{\displaystyle _{y^{2}}} |
| {\displaystyle _{s.18}} | {\displaystyle _{(s.17)/b^{2}}}                         | {\displaystyle _{x^{2}/a^{2}}}{\displaystyle _{-}}{\displaystyle _{y^{2}/b^{2}=1}}      |
Nu is aangetoond dat als een punt {\displaystyle P} op de hyperbool ligt, de coördinaten {\displaystyle (x,y)} van {\displaystyle P} voldoen aan de vergelijking {\displaystyle {\frac {x^{2}}{a^{2}}}-{\frac {y^{2}}{b^{2}}}=1}.
Omgekeerd kan men aantonen dat als de coördinaten {\displaystyle (x,y)} van een willekeurig punt {\displaystyle P} voldoen aan die vergelijking, {\displaystyle P} op die hyperbool ligt.
Dus is {\displaystyle {\frac {x^{2}}{a^{2}}}-{\frac {y^{2}}{b^{2}}}=1} de vergelijking van een hyperbool.